# 6. Panzerarmee
La 6. Panzerarmee ou 6e Panzerarmee en français : « 6e armée blindée - ou - 6e armée de panzers », plus exactement le Panzerarmeeoberkommando 6 (le PzAOK 6), est une unité de l'armée de terre (la Heer) au sein de la Wehrmacht, constituée le 24 septembre 1944 pendant la seconde guerre mondiale sous le nom de 6. Panzerarmee. Comme elle était   composée pour une grande part d'unités de la Waffen-SS, elle est également connue, mais de manière non officielle, sous les noms de « 6. (SS-) Panzerarmee » ou « 6. SS-Panzerarmee ».
Elle a d'abord été utilisée dans la bataille des Ardennes à la fin de l'année 1944, pour la partie nord de l'offensive allemande. Début 1945, elle a ensuite été transférée en Hongrie pour des actions à la fois offensives et défensives. Elle a combattu jusqu'à la chute du régime nazi et les restes de cette armée se sont ensuite rendus, principalement à l'armée américaine sur le territoire autrichien.
Selon le mot de son commandant en chef au début de l'année 1945, le SS-Oberst-Gruppenführer Josef Dietrich : « Nous nous appelons la 6e armée blindée, parce qu'il ne nous reste que six blindés ! »

## Histoire
La 6. Panzerarmee est constituée pour être au cœur de l'offensive des Ardennes en décembre 1944. Après l'échec de celle-ci, elle est transférée en Hongrie au début de l'année 1945, où elle participe à la contre-offensive allemande du lac Balaton en mars ; elle est ensuite repoussée jusqu'en Autriche où elle échoue à défendre Vienne face à l'Armée rouge.
Elle se trouve à l'ouest de la ville au moment de la capitulation du Troisième Reich. Les 8 et 9 mai 1945, le reste de l'armée se rend à l'US Army sur les bords de l'Enns près de Steyr en Autriche.

## Ordre de bataille de l'offensive des Ardennes
- 6e Panzerarmee 
  - Panzer Brigade 150 - SS-Ostubaf. Otto Skorzeny
  - Volksartilleriekorps 388, 402, and 405
  - Volks-Werfer-Brigade 4, 9, and 17
  - 2. Flak-Division – Colonel Fritz Laicher
  - 246e Volksgrenadier Division (armée de réserve, 19 décembre 1944) Generalmajor Peter Körte
  - 1er SS-Panzerkorps (SS-Gruf. Hermann Priess)
  - 2e SS-Panzerkorps (SS-Ogruf. Wilhelm Bittrich)
  - LXVII Armee Korps (General Otto Hitzfeld)
    - 272e Volksgrenadier Division – Generalleutnant Eugen König
    - 326e Volksgrenadier Division – Generalmajor Dr. Erwin Kaschner
    - 2nd Flak-Sturm-Regiment

  - LXVI Armee Korps (Artillery General Walter Lucht)
    - 12e Volksgrenadier Division – Generalleutnant Gerhard Engel
    - 62e Volksgrenadier Division – Generalmajor Fritz Warnecke (subordonné au Korps Felber en janvier 1945)
    - 560e Volksgrenadier Division – Generalmajor Rudolf Bader

  - Korps Felber (Infantry General Hans Felber)
    - 18e Volksgrenadier Division – Generalmajor Günther Hoffmann-Schönborn
    - 62nd Volksgrenadier Division - Generalmajor Fritz Warnecke

## Ordre de bataille (31 mars 1945)
- Kampfgruppe de la 356e division d'infanterie
- 1er SS-Panzerkorps
  - 1re division SS Leibstandarte SS Adolf Hitler
  - 3e division SS Totenkopf + Kampfgruppe of the Hungarian 2nd Armored Division
  - 12e division SS Hitlerjugend
  - 232e Panzerdivision
- 2e SS-Panzerkorps
  - 2e division SS Das Reich
  - 1re division de montagne hongroise
  - 6e Panzerdivision + restes de la 1re division de cavalerie[2]

## Composition de la 6. Panzerarmee
- Commandant en chef : Oberst-Gruppenführer Sepp Dietrich
- Chef de l'état-major général de l'unité (Generalstabschef) : Brigadeführer Fritz Kraemer

### 1ercorpsblindé SS
- Commandant : Gruppenführer Hermann Priess
- Chef de l'état-major général de l'unité (Generalstabschef) : Obersturmbannführer Rudolf Lehmann

### 2ecorpsblindé SS
- Commandant : Gruppenführer Wilhelm Bittrich
- Chef de l'état-major général de l'unité (Generalstabschef) : Standartenführer Baldur Keller

#### 1redivisionblindée SS «Leibstandarte SS Adolf Hitler»
- Commandant : Oberführer Wilhelm Mohnke

#### 12edivisionblindée SS «Hitlerjugend»
- Commandant: Oberführer Hugo Kraas

#### 1errégimentblindé SS
- Commandant : Obersturmbannführer Joachim Peiper